# Дуба Стонска
Дуба Стонска је насељено место у саставу општине Стон, Дубровачко-неретванска жупанија, Република Хрватска.

## Географски положај
Дуба Стонска се налази на обали полуострва Пељешца, удаљена 9 километара од Стона. То је мало рибарско и шкољкарско место смештено у Малостонском заливу, на улазу у увалу Бијејевица, насупрот доњој граници са Босном и Херцеговином.
Становници се поред риболова и узгоја шкољки баве и пољопривредом.

## Историја
До територијалне реорганизације у Хрватској налазила се у саставу старе општине Дубровник.

## Становништво
На попису становништва 2011. године, Дуба Стонска је имала 36 становника.
| Број становника по пописима | Број становника по пописима | Број становника по пописима | Број становника по пописима | Број становника по пописима | Број становника по пописима | Број становника по пописима | Број становника по пописима | Број становника по пописима | Број становника по пописима | Број становника по пописима | Број становника по пописима | Број становника по пописима | Број становника по пописима | Број становника по пописима | Број становника по пописима |
| --------------------------- | --------------------------- | --------------------------- | --------------------------- | --------------------------- | --------------------------- | --------------------------- | --------------------------- | --------------------------- | --------------------------- | --------------------------- | --------------------------- | --------------------------- | --------------------------- | --------------------------- | --------------------------- |
| 1857                        | 1869                        | 1880                        | 1890                        | 1900                        | 1910                        | 1921                        | 1931                        | 1948                        | 1953                        | 1961                        | 1971                        | 1981                        | 1991                        | 2001                        | 2011                        |
| 66                          | 64                          | 65                          | 64                          | 77                          | 76                          | 66                          | 67                          | 79                          | 84                          | 71                          | 44                          | 38                          | 38                          | 40                          | 36                          |

Напомена: Од 1857. до 1931. исказивано под именом Дуба.

### Попис1991.
На попису становништва 1991. године, насељено место Дуба Стонска је имало 38 становника, следећег националног састава:
| Попис 1991.‍ | Попис 1991.‍ | Попис 1991.‍ | Попис 1991.‍ | Попис 1991.‍ |
| ----------- | ----------- | ----------- | ----------- | ----------- |
|             |             |             |             |             |
| Хрвати      | Хрвати      |             | 35          | 92,10%      |
| Муслимани   | Муслимани   |             | 2           | 5,26%       |
| непознато   | непознато   |             | 1           | 2,63%       |
| укупно: 38  |             |             |             |             |